# エンレイソウ
エンレイソウ（延齢草、学名: Trillium smallii ）は、シュロソウ科エンレイソウ属の多年草。別名ヤマミツバ。
「エンレイソウ」という呼び名は、他のエンレイソウ属 (Trillium) 植物に対して、またはエンレイソウ属全般を指して用いられる場合もある。

## 名称
エンレイソウ属につけられた学名の Trillium は「3のユリ」を意味し、開花個体が3枚の花弁、萼片、葉を持つことに由来する。シノニムにあるapetalonは花に花弁がないことを表す。エンレイソウの名はアイヌ語の呼び名のエマウリがなまって、延齢の字が当てられたとする説や、古くから胃腸薬や催吐剤などの薬草とされ、命をながらえた人がいたことから延齢草と呼ばれたという説がある。名称は「延齢草」の他、「養老草」「延年草」と長生きに縁のある異名がある。

## 特徴
太く短い根茎から、高さ20-50cmの茎が一本伸び、その先端に3枚の葉を輪生する。葉は葉柄を持たず、茎から直接生ずる。葉の形状は丸みを帯びたひし形で、直径は10-20cm。ユリ目の葉は一般的には平行脈であるが、エンレイソウの葉は網状脈である。花期は4-6月で、高地では7月頃まで咲く。3枚の葉の中心から短い花柄が伸び、小さな花をつける。花は花弁を持たず3枚の緑色または濃紫色の萼片を持ち、横向きからやや下向きに咲く。雄しべは6本、雌しべは1本で、柱頭は3裂し子房には稜がある。外花披片は３枚、通常内花披片はないが、稀にあるものもある。

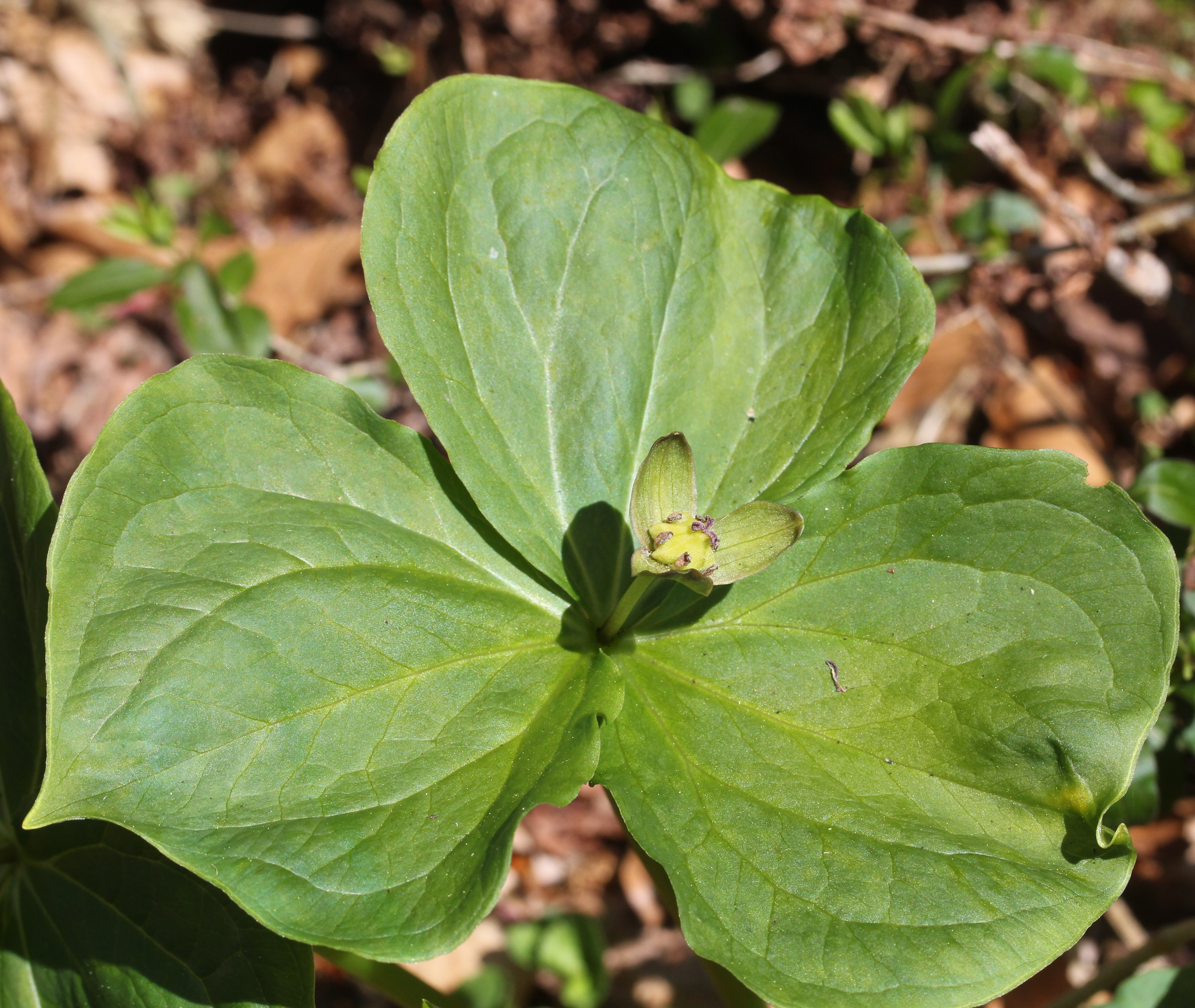
開花したエンレイソウ。花弁のように見えるのは萼（がく）
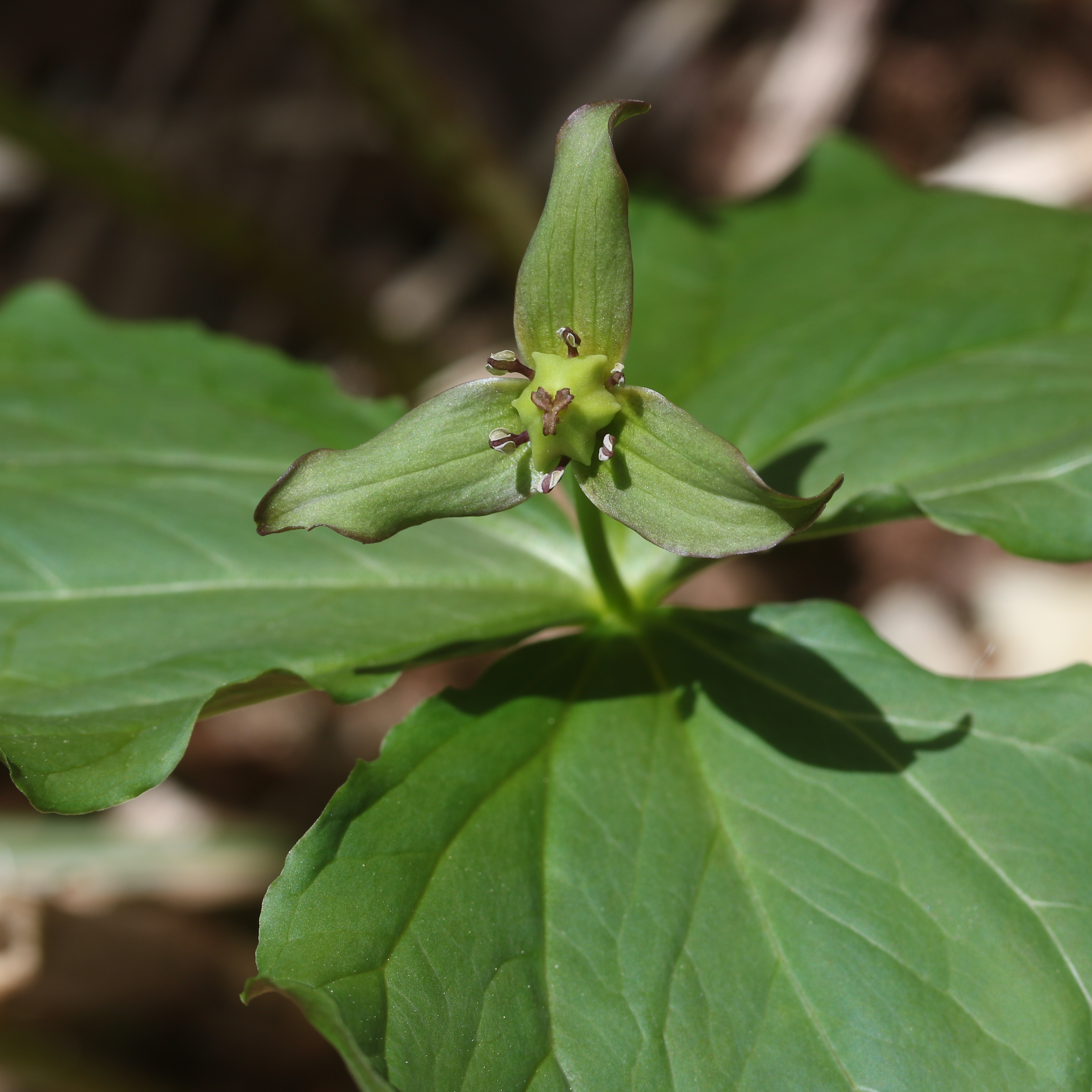
エンレイソウの花。萼が緑色のタイプ
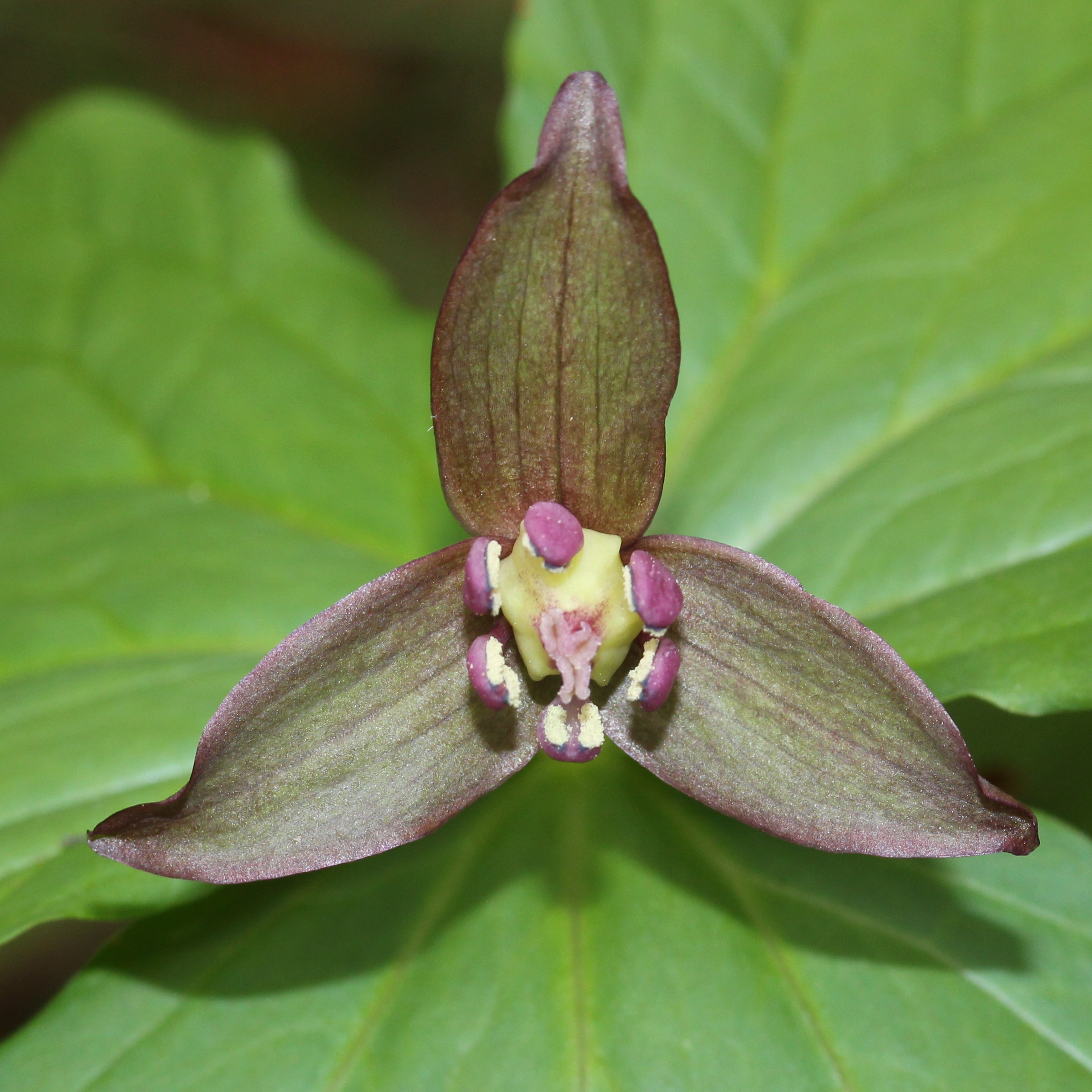
同、萼が濃紫のタイプ
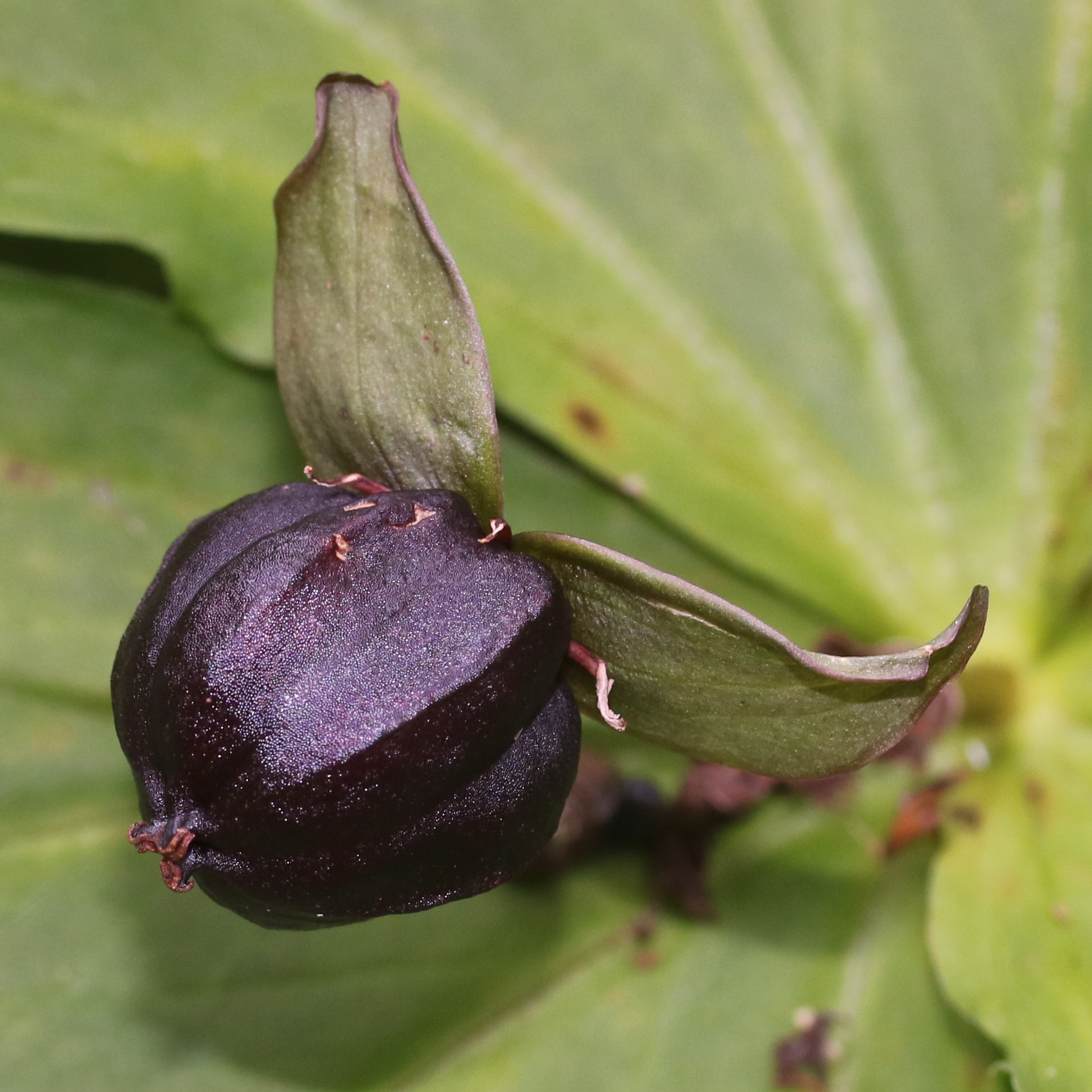
エンレイソウの実

## 分布と生育環境
日本では、北海道、本州、四国、九州に分布し、低地からやや高い山の、落葉樹林のやや湿った場所に生える。東アジアでは、サハリン（樺太）、南千島に分布する。

## 栽培
鉢植えは、秋から春までは日なたで育て、晩春ごろに日陰へ移動させる。庭植えの場合は周囲にはシダや、同じような環境を好むほかの植物を植え、湿度が保たれて穏やかな環境になるように工夫する。
鉢植えは2～3年に1回、8月下旬から9月上旬に植え替える。芽の先端が見えないくらいの深さに植える。植え替えは手早く作業し、葉が倒れないように支柱を添える。
増やす場合は種を利用する。開花まで7年（もう少し早い種類もある）かそれ以上かかるが、種蒔きが最も効率がよい。
必要な作業としては、支柱立て、マルチングが挙げられる。開花前ぐらいに支柱を添え、強い風で柔らかい茎が折れないようにする。支柱は地上部が枯れるまで、そのまま立てておく。また、秋に翌春の芽が育ってくると、芽の先端が地表に飛び出すことがありる。そのままにすると寒風で傷むので、農業用の防寒シートをかけるか、ヤシ殻チップをのせておく。雪が積もる地域ではそのまま雪がマルチングの役目を果たしてくれる。

## 特徴
エンレイソウの仲間は葉が3枚、萼が3枚、花弁が3枚で、覚えやすい植物です。いずれも多年草で、ほとんどの種類は低地からやや高い山の、落葉樹林のやや湿った場所に生えます。根元から茎を1～3本伸ばし、先端に葉を3枚つけます。この葉のつけ根に花をつ...

## 利用
花後に球形で黒紫色の実をつける。エンレイソウは中国には自生しない。近縁種のミヤマエンレイソウの根茎は中国では延齢草根と呼ばれ、古くから胃腸薬や催吐剤などの薬草とされるが、サポニンなどの有毒成分を含む有毒植物であり、過量に服用すれば、嘔吐、下痢などの中毒症状を起こす 。なお、毒は特に根茎に含まれており、新芽を山菜として食べている地区がある。

## その他

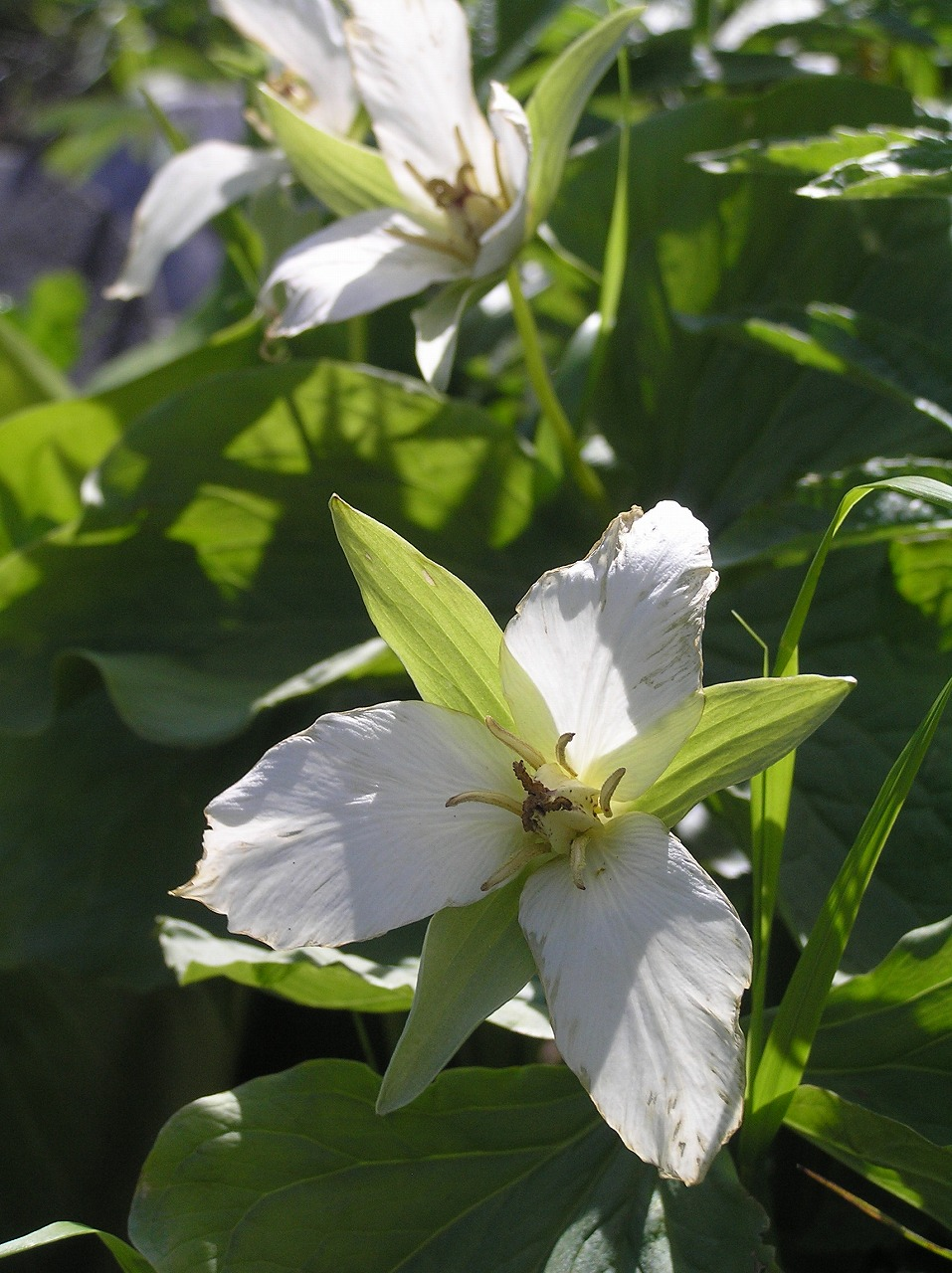
北海道大学の校章に採用されているオオバナノエンレイソウ 。歌詞の通り、花は白い

北海道大学の寮歌「都ぞ弥生」の歌詞四番において、北海道の春の自然美を構成するモチーフのひとつとして「延齢草」が詠いこまれている。
北海道大学、学内のサークルや会合、機関紙や冊子、敷地内の施設などエンレイソウまたは延齢草にちなんだ名が用いられているが、大学の校章に使われているのはオオバナノエンレイソウの方である。「都ぞ弥生」の歌詞の通り、オオバナノエンレイソウの花弁（萼）は白い

## 近縁種
- ミヤマエンレイソウ（シロバナエンレイソウ） Trillium tschonoskii
- オオバナノエンレイソウ　Trillium kamtschaticum